# Zirzow
Zirzow est une commune d'Allemagne située dans l'arrondissement du Plateau des lacs mecklembourgeois, dans le Land de Mecklembourg-Poméranie-Occidentale.

## Histoire
Zirzow fut mentionnée pour la première fois dans un document officiel en 1230 sous le nom de Siritzowe.